# Enemy Front
Enemy Front – komputerowa gra first-person shooter wyprodukowana przez polski i brytyjski oddział studia CI Games. Gra została wydana 10 czerwca 2014 roku na platformy PC, PlayStation 3 oraz Xbox 360.
Gra powstała na silniku CryEngine 3.

## Fabuła
Akcja gry ma miejsce podczas II wojny światowej, skupia się na powstaniu warszawskim. Główny bohater Robert Hawkins – amerykański korespondent wojenny, który przybył do Europy, by relacjonować wydarzenia z frontów II wojny światowej opowiada także między innymi o walkach w Norwegii, Francji i Niemczech.